# Leptocypris konkoureensis
Leptocypris konkoureensis är en fiskart som beskrevs av Gordon J. Howes och Teugels, 1989. Leptocypris konkoureensis ingår i släktet Leptocypris och familjen karpfiskar. IUCN kategoriserar arten globalt som sårbar. Inga underarter finns listade i Catalogue of Life.